# 汉斯·阿尔伯斯广场

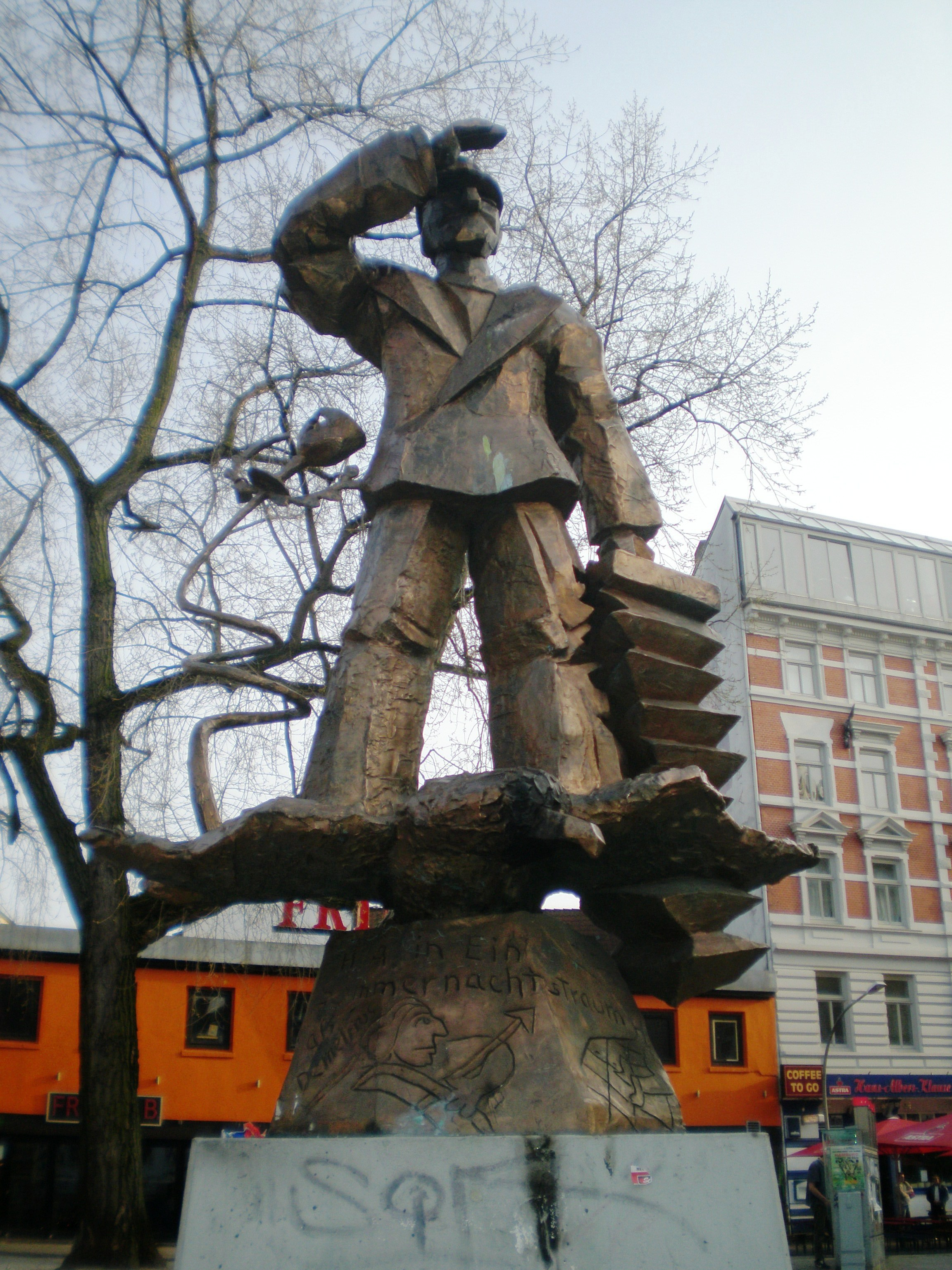

汉斯·阿尔伯斯广场（Hans-Albers-Platz）是德国汉堡的一个广场，位于圣保利区。它以演员和歌手汉斯·阿尔伯斯的名字命名，是绳索街红灯区内的一个著名地点。

## 历史
1960年，汉斯·阿尔伯斯去世四年之后，威廉广场改名为汉斯·阿尔伯斯广场。1986年，雕刻家伊门道夫创作了阿尔伯斯雕像。1984年，伊门道夫就在广场上开设了受艺术家欢迎的帕洛玛酒吧。九年后，雕像迁到杜塞尔多夫的媒体港。后来汉堡议会又请伊门道夫在广场上树立了雕像。
广场周围有许多酒吧，以及等待客户的妓女。汉堡地铁的绳索街站位于附近。